# Грозненска централна джамия
Грозненската централна джамия или Джамия „Сърцето на Чечения“ (на руски: Центральная мечеть Грозного имени первого президента Чеченской республики Ахмат-Хаджи Кадырова или Мечеть „Сердце Чечни“ имени Ахмата Кадырова) е мюсюлмански храм в чеченската столица Грозни. Джамията е почти напълно завършена и е една от най-големите в Русия. Именувана е в чест на бившия чеченски президент Ахмад Кадиров.

## История
Идеята за построяването на главна джамия в Грозни датира още от началото на 90-те години на 20 век. През 1994 година бунтовническите чеченски власти на два пъти събират пари, необходими за построяването ѝ. То обаче е осуетено от гражданската война в руската република.
През 1997 година вече покойния президент на Чечения Ахмад Кадиров и бъдещия чеченски мюфтия се договарят с кмета на турския град Кония Халил Урун за започване на строителство на главна дамия в Грозни със съдействието и поддръжката на благотворителен фонд от турския град. Втората гражданска война в Чечения отново осуетява започването на строителството на джамията.
Преговорите относно проекта са възобновени едва след края на бойните действия. Този път обаче турската страна се отказва от предишните си договорки с чеченските власти. Тя отказва да финансира проекта.
След смъртта на чеченския президент Ахмад Кадиров неговия син Рамзан Кадиров успява през есента на 2005 година да започне подготвителните работи по строежа на бъдещия ислямски комплекс. Финансовото обезпечение на строежа е поето от благотворителен фонд на името на бившия чеченски президент Ахмад Кадиров.
През април 2006 година в центъра на чеченската столица започва строителството на уникалното храмово съоръжение в Русия и в Европа. В него освен мюсюлманския храм се предвижда да има още ислямски университет (медресе), сграда на Чеченското мюфтийство, религиозна библиотека и общежитие за студентите. Самата джамия е проектирана да побира 10 000 вярващи. Архитектурата на храма, както и на целия комплекс, е издръжана в класически османски стил, който не се среща в Кавказкия регион. В строителството на комплекса са използвани нови технологии и оборудване, както и последните строителни нововъведения. 20 висококвалифицирани строители от Турция с многогодишен опит в подобен род стрителства работят по изграждането на храмовия комплекс. Грозненската централна джамия е завършена през октомври 2008 година.